# 무스크롱

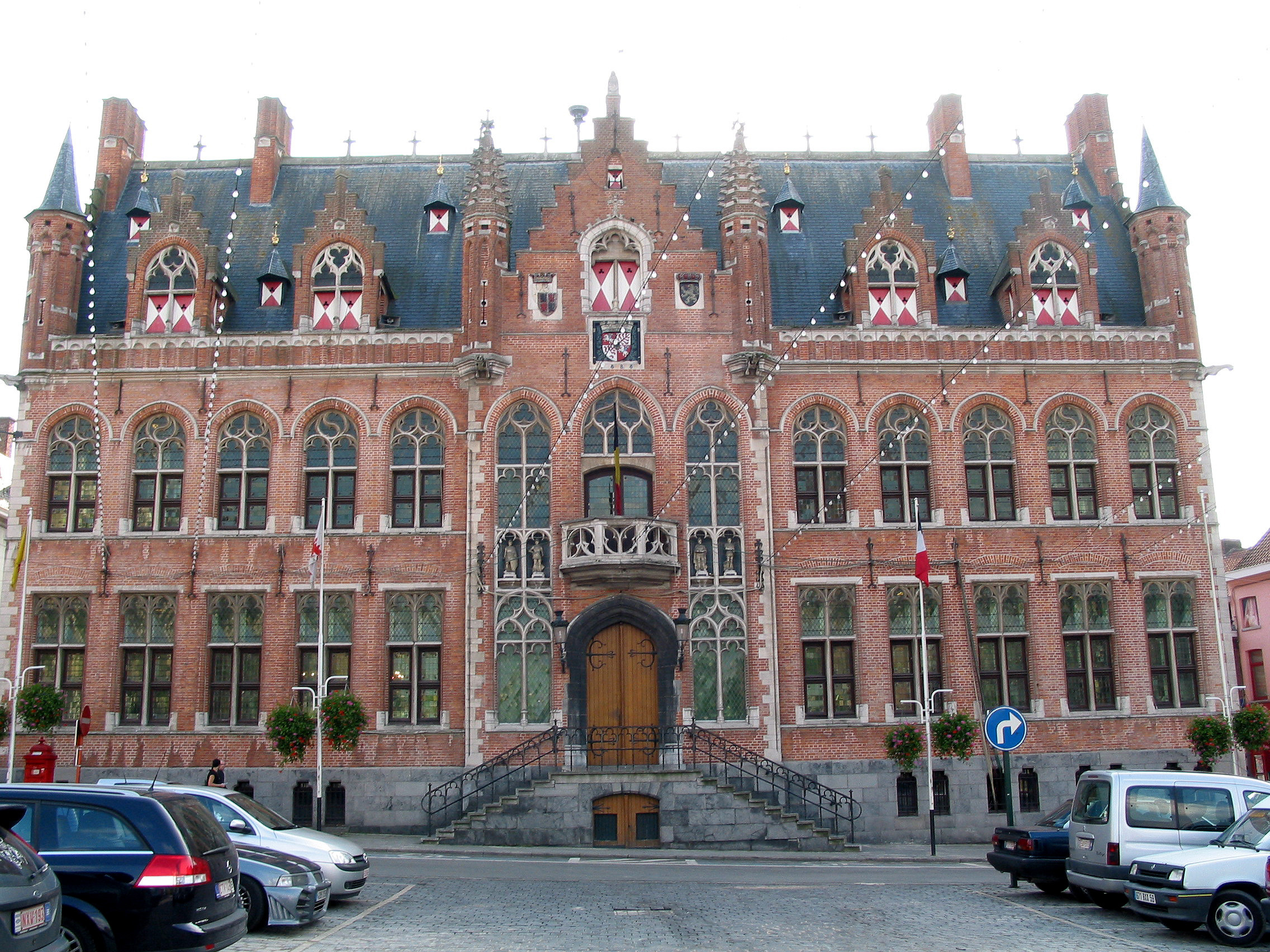
무스크롱 시청

무스크롱(프랑스어: Mouscron, 네덜란드어: Moeskroen 무스크룬[*])은 벨기에 왈롱 에노주에 위치한 도시로 면적은 40.08km2, 인구는 56,011명(2013년 1월 1일 기준), 인구 밀도는 1,400명/km2이다.

시기
시 문장

## 같이 보기
- RE 무스크롱